# Scottish League Challenge Cup
Der Scottish Professional Football League Challenge Cup, allgemein bekannt als Scottish League Challenge Cup oder Scottish Challenge Cup, ist ein schottischer Pokalwettbewerb der Scottish Professional Football League (SPFL), der zum 100-Jahr-Jubiläum der schottischen Meisterschaft in der Saison 1989/90 eingeführt wurde. Teilnehmen dürfen alle Mannschaften unterhalb der Scottish Premiership. Also Vereine aus der Championship, League One und League Two.
Der Wettbewerb findet im K.-o.-Modus statt und beginnt am Anfang jeder Saison. Das Finale wird gewöhnlich im April in einem neutralen Stadion ausgetragen, das nach geographischen Gesichtspunkten, unter Bezug der Finalteilnehmer ausgewählt wird.

## Sieger des Scottish League Challenge Cups
| Saison    | Sieger                                                                               | Finalgegner                                                                             | Ergebnis                                                                                | Austragungsort                                                                          |
| --------- | ------------------------------------------------------------------------------------ | --------------------------------------------------------------------------------------- | --------------------------------------------------------------------------------------- | --------------------------------------------------------------------------------------- |
| 2024/25   | FC Livingston                                                                        | FC Queen’s Park                                                                         | 5:0                                                                                     | Falkirk Stadium                                                                         |
| 2023/24   | Airdrieonians FC                                                                     | The New Saints FC                                                                       | 2:1                                                                                     | Falkirk Stadium                                                                         |
| 2022/23   | Hamilton Academical                                                                  | Raith Rovers                                                                            | 1:0                                                                                     | Falkirk Stadium                                                                         |
| 2021/22   | Raith Rovers                                                                         | Queen of the South                                                                      | 3:1                                                                                     | Excelsior Stadium                                                                       |
| 2020/21   | Der Wettbewerb wurde wegen der COVID-19-Pandemie im Vereinigten Königreich abgesagt. | Der Wettbewerb wurde wegen der COVID-19-Pandemie im Vereinigten Königreich abgesagt.    | Der Wettbewerb wurde wegen der COVID-19-Pandemie im Vereinigten Königreich abgesagt.    | Der Wettbewerb wurde wegen der COVID-19-Pandemie im Vereinigten Königreich abgesagt.    |
| 2019/20   | Inverness Caledonian Thistle Raith Rovers                                            | Der Wettbewerb wurde wegen der COVID-19-Pandemie im Vereinigten Königreich abgebrochen. | Der Wettbewerb wurde wegen der COVID-19-Pandemie im Vereinigten Königreich abgebrochen. | Der Wettbewerb wurde wegen der COVID-19-Pandemie im Vereinigten Königreich abgebrochen. |
| 2018/19   | Ross County                                                                          | Connah’s Quay Nomads                                                                    | 3:1                                                                                     | Caledonian Stadium                                                                      |
| 2017/18   | Inverness Caledonian Thistle                                                         | FC Dumbarton                                                                            | 1:0                                                                                     | McDiarmid Park                                                                          |
| 2016/17   | Dundee United                                                                        | FC St. Mirren                                                                           | 2:1                                                                                     | Fir Park                                                                                |
| 2015/16   | Glasgow Rangers                                                                      | FC Peterhead                                                                            | 4:0                                                                                     | Hampden Park                                                                            |
| 2014/15   | FC Livingston                                                                        | Alloa Athletic                                                                          | 4:0                                                                                     | McDiarmid Park                                                                          |
| 2013/14   | Raith Rovers                                                                         | Glasgow Rangers                                                                         | 1:0 n. V.                                                                               | Easter Road                                                                             |
| 2012/13   | Queen of the South                                                                   | Partick Thistle                                                                         | 1:1 n. V. 6:5 i. E.                                                                     | Almondvale Stadium                                                                      |
| 2011/12   | FC Falkirk                                                                           | Hamilton Academical                                                                     | 1:0                                                                                     | Braidwood Motor Company Stadium                                                         |
| 2010/11   | Ross County                                                                          | Queen of the South                                                                      | 2:0                                                                                     | McDiarmid Park                                                                          |
| 2009/10   | FC Dundee                                                                            | Inverness Caledonian Thistle                                                            | 3:2                                                                                     | McDiarmid Park                                                                          |
| 2008/09   | Airdrie United                                                                       | Ross County                                                                             | 2:2 n. V. 5:4 i. E.                                                                     | McDiarmid Park                                                                          |
| 2007/08   | St. Johnstone                                                                        | Dunfermline Athletic                                                                    | 3:2                                                                                     | Dens Park                                                                               |
| 2006/07   | Ross County                                                                          | Clyde                                                                                   | 1:1 n. V. 5:4 i. E.                                                                     | McDiarmid Park                                                                          |
| 2005/06   | St. Mirren                                                                           | Hamilton Academical                                                                     | 1:1 n. V. 2:1 i. E.                                                                     | Excelsior Stadium                                                                       |
| 2004/05   | Falkirk                                                                              | Ross County                                                                             | 2:1                                                                                     | McDiarmid Park                                                                          |
| 2003/04   | Inverness Caledonian Thistle                                                         | Airdrie United                                                                          | 2:0                                                                                     | McDiarmid Park                                                                          |
| 2002/03   | Queen of the South                                                                   | Brechin City                                                                            | 2:0                                                                                     | Broadwood Stadium                                                                       |
| 2001/02   | Airdrieonians FC                                                                     | Alloa Athletic                                                                          | 3:2                                                                                     | Broadwood Stadium                                                                       |
| 2000/01   | Airdrieonians FC                                                                     | Livingston                                                                              | 2:2 n. V. 4:3 i. E.                                                                     | Broadwood Stadium                                                                       |
| 1999/2000 | Alloa Athletic                                                                       | Inverness Caledonian Thistle                                                            | 4:4 n. V. 5:4 i. E.                                                                     | Excelsior Stadium                                                                       |
| 1998/99   | Der Wettbewerb wurde wegen fehlender Sponsoren abgebrochen                           | Der Wettbewerb wurde wegen fehlender Sponsoren abgebrochen                              | Der Wettbewerb wurde wegen fehlender Sponsoren abgebrochen                              | Der Wettbewerb wurde wegen fehlender Sponsoren abgebrochen                              |
| 1997/98   | Falkirk                                                                              | Queen of the South                                                                      | 1:0                                                                                     | Fir Park                                                                                |
| 1996/97   | Stranraer                                                                            | Falkirk                                                                                 | 1:0                                                                                     | Broadwood Stadium                                                                       |
| 1995/96   | Stenhousemuir                                                                        | Dundee United                                                                           | 0:0 n. V. 5:4 i. E.                                                                     | McDiarmid Park                                                                          |
| 1994/95   | Airdrieonians FC                                                                     | Dundee                                                                                  | 3:2 n. V.                                                                               | McDiarmid Park                                                                          |
| 1993/94   | Falkirk                                                                              | St. Mirren                                                                              | 3:0                                                                                     | Fir Park                                                                                |
| 1992/93   | Hamilton Academical                                                                  | Morton                                                                                  | 3:2                                                                                     | St. Mirren Park                                                                         |
| 1991/92   | Hamilton Academical                                                                  | Ayr United                                                                              | 1:0                                                                                     | Fir Park                                                                                |
| 1990/91   | FC Dundee                                                                            | Ayr United                                                                              | 3:2 n. V.                                                                               | Fir Park                                                                                |

## Rangliste der Sieger
| Verein                            | Siege | Jahr(e)                      |
| --------------------------------- | ----- | ---------------------------- |
| Airdrieonians FC / Airdrie United | 5     | 1995, 2001, 2002, 2009, 2024 |
| FC Falkirk                        | 4     | 1994, 1998, 2005, 2012       |
| Hamilton Academical               | 3     | 1992, 1993, 2023             |
| Ross County                       | 3     | 2007, 2011, 2019             |
| Inverness Caledonian Thistle      | 3     | 2004, 2018, 2020             |
| Raith Rovers                      | 3     | 2014, 2020, 2022             |
| FC Dundee                         | 2     | 1991, 2010                   |
| Queen of the South                | 2     | 2003, 2013                   |
| FC Livingston                     | 2     | 2015, 2025                   |
| FC Stenhousemuir                  | 1     | 1996                         |
| FC Stranraer                      | 1     | 1997                         |
| Alloa Athletic                    | 1     | 2000                         |
| FC St. Mirren                     | 1     | 2006                         |
| FC St. Johnstone                  | 1     | 2008                         |
| Glasgow Rangers                   | 1     | 2016                         |
| Dundee United                     | 1     | 2017                         |